# Dichrostachys arborescens
Dichrostachys arborescens är en ärtväxtart som först beskrevs av George Bentham, och fick sitt nu gällande namn av Villiers. Dichrostachys arborescens ingår i släktet Dichrostachys och familjen ärtväxter. IUCN kategoriserar arten globalt som livskraftig.

## Underarter
Arten delas in i följande underarter:
- D. a. arborescens
- D. a. perrieriana